# Lunca de Jos (Fehér megye)
Lunca de Jos, falu Romániában, Erdélyben, Fehér megyében. Közigazgatásilag Alsóvidra községhez tartozik.

## Fekvése
Goiești mellett fekvő település.

## Története
Lunca de Jos korábban Goiești része volt. 1956 körül vált külön településsé 39 lakossal.
1966-ban 50, 1977-ben 49, 1992-ben 31, 2002-ben pedig 34 román lakosa volt.